# The Truth (album de Beanie Sigel)
Pour les articles homonymes, voir The Truth.
Albums de Beanie Sigel
The Reason
(2001)
Singles
1. Anything
Sortie : 2000
2. Remember Them Days
Sortie : 2000
3. The Truth
Sortie : 2000

The Truth est le premier album studio de Beanie Sigel, sorti le 29 février 2000. 
L'album s'est classé 2e au Top R&B/Hip-Hop Albums et 5e au Billboard 200. 
Le titre The Truth a été utilisé par le catcheur Nelson Erazo lors de ses entrées en scène, tandis que What a Thug About figure dans la bande son du jeu vidéo Saints Row 2. 

## Liste des titres
| No  | Titre                                                               | Contient un (des) sample(s) de                                     | Durée |
| --- | ------------------------------------------------------------------- | ------------------------------------------------------------------ | ----- |
| 1.  | The Truth (Produit par Kanye West)                                  | Chicago de Graham Nash                                             | 4:09  |
| 2.  | Who Want What (featuring Memphis Bleek – Produit par Just Blaze)    |                                                                    | 4:15  |
| 3.  | Raw & Uncut (featuring Jay-Z – Produit par Bink)                    | Everything Good to You (Ain't Always Good for You) du B.T. Express | 3:37  |
| 4.  | Mac Man (Produit par Robert « Shim » Kirkland)                      | Ms. Pac Man de Midway Games                                        | 4:09  |
| 5.  | Playa (featuring Amil et Jay-Z – Produit par T-Mix)                 |                                                                    | 3:26  |
| 6.  | Everybody Wanna Be a Star (Produit par Bernard « Big Demi » Parker) | The Road to Utopia d'Utopia                                        | 4:03  |
| 7.  | Remember Them Days (featuring Eve – Produit par Lofey)              | We Have Love for You de Deniece Williams                           | 3:55  |
| 8.  | Stop, Chill (Produit par Rockwilder)                                |                                                                    | 3:27  |
| 9.  | Mac & Brad (featuring Scarface – Produit par J-5)                   |                                                                    | 5:06  |
| 10. | What a Thug About (Produit par Buckwild)                            | Nightwatch de Dave Richmond                                        | 3:59  |
| 11. | What Ya Life Like (Produit par Robert « Shim » Kirkland)            | Hard Rain de Christopher Young                                     | 4:35  |
| 12. | Ride 4 My (Produit par Bink)                                        | Battle of the Mounds de Basil Poledouris                           | 4:15  |
| 13. | Die (Produit par Daven « Prestige » Vanderpool)                     | You're the Best Thing Yet d'Anita Baker                            | 3:10  |
| 14. | Anything (Interprété par Jay-Z – Produit par P. Skam et Sam Sneed)  |                                                                    | 4:48  |